# Cementerio de los Hermanos
El cementerio de los hermanos (en letón: Brāļu Kapi), es un cementerio militar y monumento nacional en Riga, capital de Letonia.
El cementerio es un monumento memorial y sitio de descanso para miles de soldados letones que murieron entre 1915 y 1920 en la Primera Guerra Mundial y la guerra de Independencia de Letonia.
El lugar fue diseñado por el paisajista Andrejs Zeidaks, quien ya comenzó a trabajar en él durante la guerra. El monumento fue construido entre 1924 y 1936, según los diseños del escultor Kārlis Zāle, muchas de cuyas esculturas ocupan un lugar destacado, los arquitectos Pēteris Feders, Aleksandrs Birzenieks, P. Kundziņš, los escultores J. Cirulis y F. Valdmanis y otros.

## Historia
En 1913 se inauguró el Cementerio del Bosque. En 1914, la Catedral de Riga y la iglesia de San Pedro reservaron una parcela de tierra para 146 entierros de soldados que no pertenecían a ninguna congregación de Riga en la parte del cementerio destinada a los muertos de sus congregaciones. Los primeros soldados enterrados allí, el 15 de octubre de 1915, fueron Andrejs Stūris, Jonas Gavenas y Jēkabs Voldemārs Timma. A medida que la guerra continuaba, se hizo evidente que se necesitarían más terrenos para más entierros. El comité de organización de los batallones de fusileros letones se dirigió a las iglesias en busca de más tierras, pero la solicitud fue denegada. Luego, el comité se dirigió al Ayuntamiento de Riga, que había asignado el terreno para el cementerio, argumentando que las razones de la negativa que habían mencionado las iglesias eran cuestionables e irrazonables en tiempos de guerra. El conflicto finalmente se resolvió en 1916 cuando las iglesias acordaron devolver parte del terreno a la ciudad para la formación de un cementerio separado, que a su vez se lo asignó al comité. El desembolso inicial del cementerio fue diseñado por Andrejs Zeidaks, entonces el jardinero jefe de la ciudad. En 1920 se formó un comité para supervisar cementerios y campos de batalla de la Primera Guerra Mundial, que se hizo responsable del desarrollo del Cementerio de los Hermanos. Por lo tanto, el desarrollo del memorial se puede dividir aproximadamente en dos períodos. Primero fue el período de desarrollo del paisaje, que duró hasta 1923, cuando el paisaje se desarrolló de acuerdo con las ideas de Zeidaks. Mientras tanto, se discutía el desarrollo arquitectónico y artístico del cementerio. En 1921 y en 1922 se realizaron dos concursos cerrados de diseño. El escultor Kārlis Zāle, que estaba de visita en Riga para participar en el concurso de diseño del Monumento a la Libertad, también fue invitado a participar en el segundo concurso del cementerio. Ganó y comenzó la segunda fase de desarrollo, que duró hasta 1936. En este período, el paisajismo se complementó con elementos arquitectónicos y escultóricos para formar un conjunto unificado de acuerdo con el diseño de Zāle. Las obras arquitectónicas fueron dirigidas por P. Feders; también participaron el arquitecto A. Birznieks y los escultores M. Šmalcs, N. Maulics y P. Banders.
La primera piedra del monumento se colocó el 18 de noviembre de 1924. El primer grupo escultórico, de jinetes moribundos, se inauguró el 20 de noviembre de 1927, el segundo el 2 de septiembre de 1928. La escultura de la Madre Letonia y sus hijos muertos se inauguró el 13 de octubre de 1929. La construcción de las puertas principales comenzó en 1930. Posteriormente se esculpieron estatuas de soldados con escudos que simbolizan las cuatro regiones de Letonia. En 1936 se tallaron en la pared del cementerio los escudos de armas de los 19 distritos y las 59 ciudades de Letonia. El cementerio se dedicó formalmente como memorial el 11 de noviembre de 1936 en presencia del presidente de Letonia y el gobierno.

## Diseño

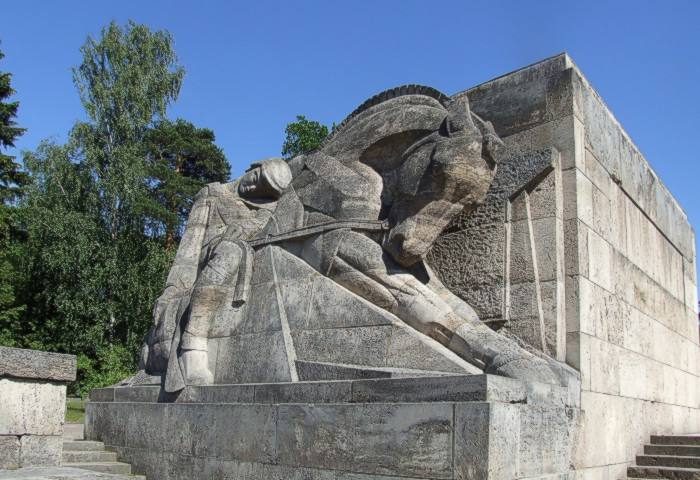
Escultura de un jinete

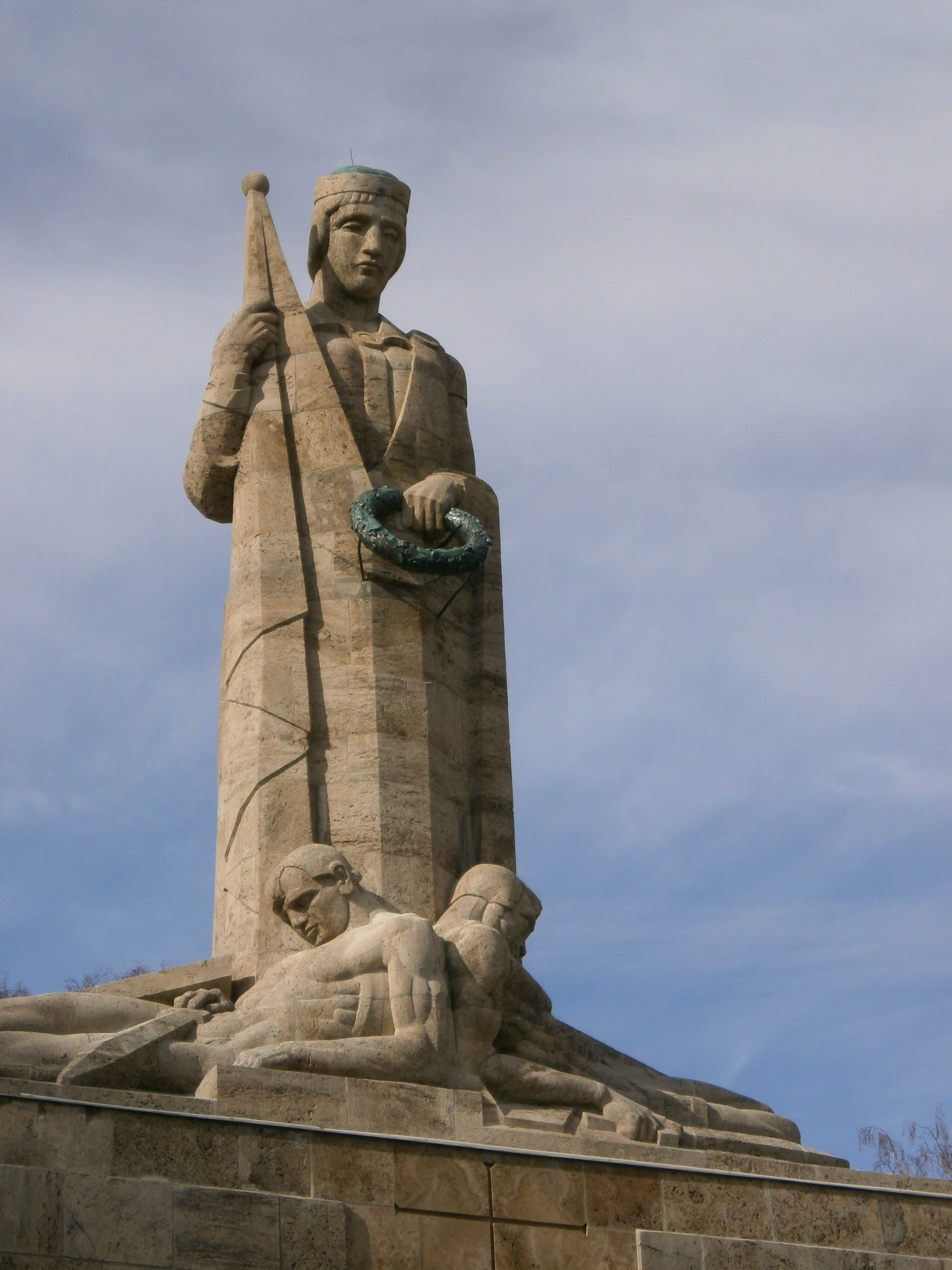
Escultura en Brāļu Kapi

El cementerio consta de un área de 9 hectáreas en el noreste de Riga, a 5 kilómetros del centro de la ciudad. Limita con el cementerio First Forest y el cementerio Rainis El monumento expresa la gratitud nacional a los héroes caídos a través de referencias culturales a la nación letona. La puerta principal del cementerio tiene 10 metros de alto y 32 metros de ancho. A ambos lados de la entrada, en plataformas de 2 metros de altura hay esculturas de 3,3 metros de altura, cada una de las cuales representa un par de antiguos jinetes letones. Los jinetes y caballos del grupo escultórico de la derecha tienen posturas erguidas; uno de los caballos tiene la cabeza echada hacia atrás y el movimiento ascendente domina en el grupo. Esto contrasta con el grupo de la mano izquierda, que está dominado por el movimiento hacia abajo expresado a través de las cabezas inclinadas de los jinetes y caballos; los jinetes han bajado sus escudos y las banderas que portan. Sobre la entrada se muestran las fechas 1915 (cuando se realizaron los primeros entierros en el cementerio) y 1920 (el último año de la guerra de Independencia de Letonia); entre las dos fechas la puerta está decorada con el escudo de armas de Letonia. Desde la entrada principal, el Camino de los Pensamientos, de 205 metros de largo, conduce a través de una avenida de tilos hasta la Terraza de los Héroes, rodeada por un robledal plantado en 1923. La terraza, pavimentada con losas de toba, tiene unos 73 metros de ancho y 78 metros de largo; en su centro se coloca el altar de fuego sagrado de 1 metro de altura. En la década de 1930 se encendía en él un fuego sagrado en las festividades importantes. Más tarde fue rediseñado como una llama eterna alimentada por gas. A medida que la Terraza de los Héroes se eleva por encima del Camino de los Pensamientos, oculta de la vista el cementerio central, que se encuentra en un nivel más bajo que el Camino de los Pensamientos, hasta que uno ha cruzado la terraza, lo que proporciona un panorama del cementerio y forma una barrera entre el mundo de los vivos y el de los muertos. Hay un parapeto con altar de flores en el borde de la Terraza frente al cementerio. En el extremo exterior del cementerio sobre una base de 9 metros de altura, que lo hace visible desde la entrada principal a 457 metros de distancia, hay una escultura de 10 metros de altura de la afligida madre Letonia y sus hijos muertos. La madre, ataviada con un estilizado traje nacional, sostiene en su mano izquierda una corona de la victoria de hojas de roble hechas de bronce y en la derecha la bandera nacional. A sus pies, sus hijos caídos yacen bajo sus escudos, ambos con espadas en las manos. En la pared debajo de la escultura está tallada una cruz y hay un nicho con una bandeja que contiene tierra de 517 parroquias de Letonia. Este grupo central está flanqueado por dos esculturas de 1,8 metros de altura de antiguos guerreros letones de pie sobre bases de 1,2 metros de altura, que simbolizan las regiones de Letonia ya que llevan escudos de armas regionales en sus escudos: los dos guerreros de la izquierda simbolizan Curlandia y Semigalia, mientras que los dos de la derecha, Vidzeme y Latgalia. El cementerio principal es rectangular y está rodeado por muros. Al final, más cerca de la entrada principal, en las esquinas del campo funerario principal, hay esculturas de jinetes heridos de 3,6 metros de altura. Junto a cada escultura hay escaleras que conducen al exterior del cementerio. Entre el cementerio principal y la Terraza de los Héroes hay otra terraza inferior con entierros. En la parte inferior de la terraza en el cementerio principal hay hermanos caídos en relieve. Las tumbas en el cementerio están ordenadas en filas y hay un cerco entre cada dos filas. Las lápidas son toba o losas de hormigón sobre ellas se escribe el nombre, apellido, rango y vida del caído, o "desconocido" (letón: nezinams). La pared está decorada con escudos de armas de ciudades y distritos de Letonia. Hay cementerios adicionales a la izquierda del cementerio principal cuando se mira desde la entrada principal.

## Entierros

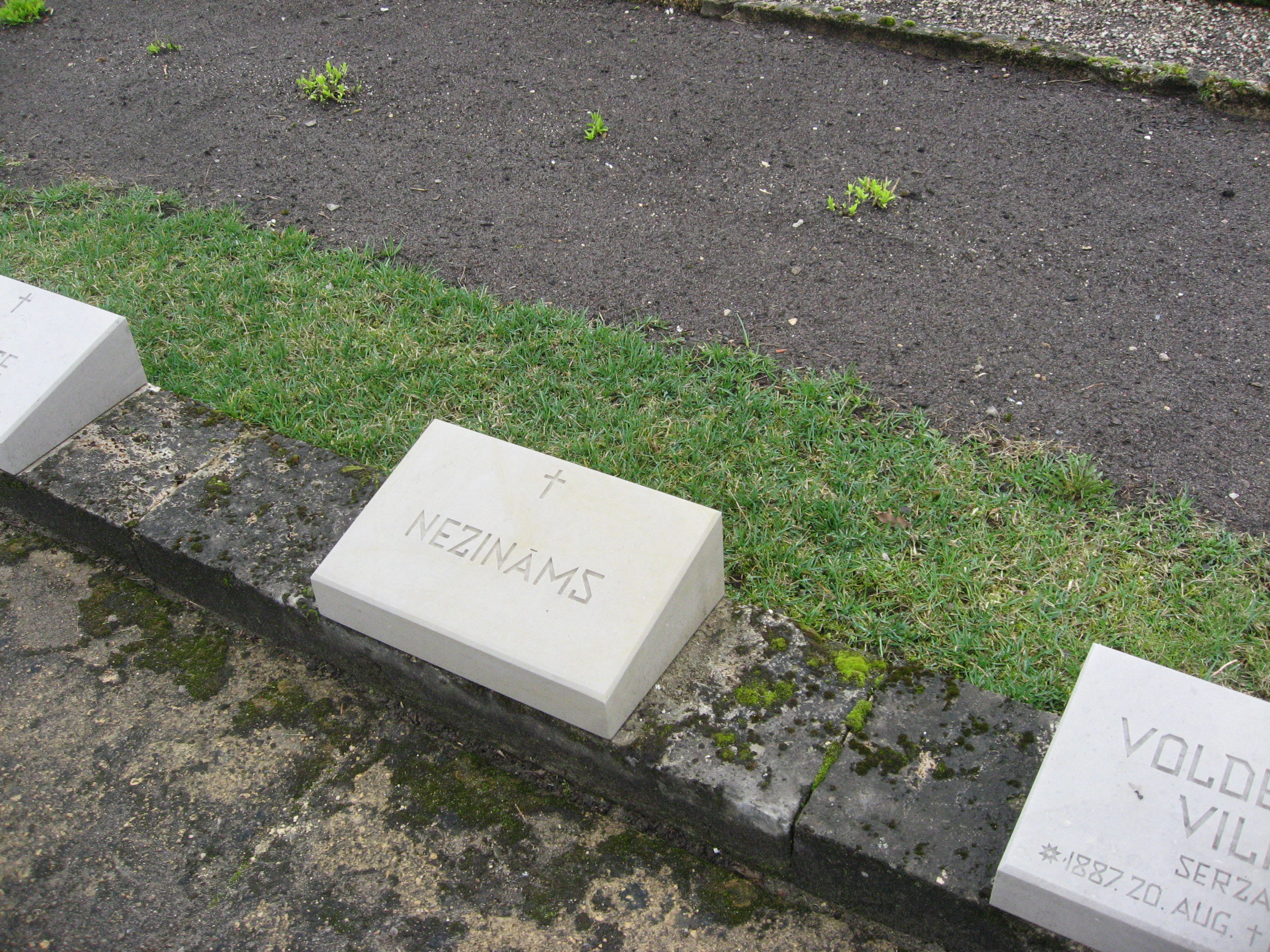
Una lápida que marca la tumba de un soldado desconocido; cerca de 200 de los soldados enterrados en el cementerio nunca fueron identificados

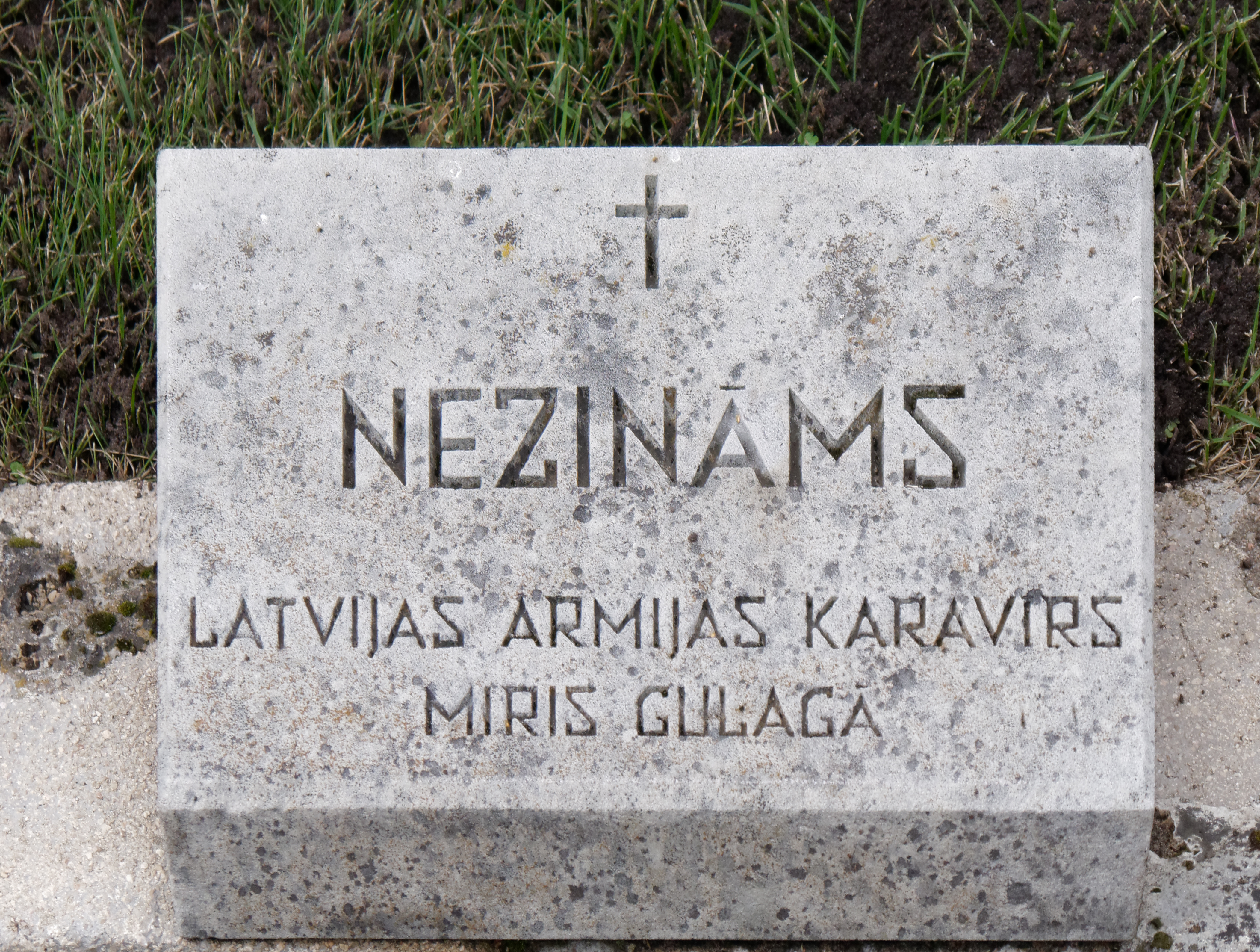
La placa dice "Soldado desconocido del ejército letón, muerto en el Gulag".

El cementerio contiene más de 2000 tumbas, en su mayoría de soldados que murieron entre 1915 y 1920 en la Primera Guerra Mundial y la guerra de Independencia de Letonia. También contiene varias tumbas, incluidos nuevos entierros, de letones muertos durante la Segunda Guerra Mundial y de titulares de la Orden de Guerra Lāčplēsis ( en letón: Lāčplēša Kara ordenis), otorgado por méritos extraordinarios durante la guerra de Independencia de Letonia.